# Rathumney Castle
Rathumney Castle (irisch Caisleán Ráth Omnaí) ist die Ruine eines traditionellen Hallenhauses etwa 4,6 km östlich des Dorfes Campile im Süden des irischen Countys Wexford. Sie gilt als National Monument.

## Geschichte
Rathumney Castle ist eigentlich keine Burg, sondern ein traditionelles Hallenhaus und soll für die Prendergasts (Nachkommen von Maurice de Prendergast) Anfang des 13. Jahrhunderts errichtet worden sein. Es diente als zisterziensische Grangie der nahegelegenen Tinternparva Abbey. Die Familie Barry pachtete die Grangie im 14. und 15. Jahrhundert. Dies war damals üblich, da die Zisterzienser weniger Laienbrüder hatten und die Grangien frei von Zehnten waren.
Nach der Konfiszierung durch die Truppen Oliver Cromwells war Rathumney Castle nicht mehr verpachtet. Spätere Eigentümer waren die Alcocks, die Colcloughs und die Prendergasts; die heutigen Landbesitzer sind die Foleys. Sie beanspruchen für sich, dass König Jakob II. von England und Jakob VII. von Schottland am 2. Juli 1690 auf Rathumney Castle weilte, bevor er sich weiter nach Duncannon Fort begab und dann nach Frankreich zog, von wo er nie zurückkam.

## Beschreibung
In der Mitte des Gebäudes befand sich eine zweistöckige Halle mit offenen Kaminen, hohen Fenstern und Türen. Im Erdgeschoss befanden sich Küchen, Unterkünfte für die Dienerschaft und Lagerräume, während das Obergeschoss für die adlige Familie reserviert war. Das Haus wurde aus Granit, Tonstein und Konglomerat errichtet. Alle Innenwände und Werksteine wurden entfernt. Das Haus bedeckt eine Grundfläche von 146,1 m². Das Haus ist von einer Einfriedung umgeben und ein Turm an der Südostecke ist mit einer Treppe und einem Aborterker ausgestattet.